# Il gatto nero (racconto)
Il gatto nero è un racconto fra i più celebri della produzione di Edgar Allan Poe, scritto nel 1843.
Come accade ne Il barile di Amontillado e ne Il cuore rivelatore, anche in questo caso le vicende sono narrate secondo la prospettiva dell'assassino.

## Trama
La storia è raccontata in prima persona da un omicida condannato a morte che, pur sapendo di non essere creduto, vuole rivelare quanto gli è successo, per alleggerirsi la coscienza e spiegare cosa l'ha portato alla condanna. L’omicida dice di essere stato terrorizzato da alcuni fatti, apparentemente sovrumani, e di voler raccontare come sono andati, sperando che qualche lettore trovi una spiegazione più logica della sua. 
Il narratore afferma di essere stato un uomo per bene e di aver avuto una grande passione per gli animali, condivisa anche da sua moglie, che non perdeva occasione di procurarsene: avevano uccelli, pesci rossi, un cane, conigli, una scimmietta e un gatto nero, di nome Plutone, che il narratore amava particolarmente, e che la moglie, per scherzo e superstizione, definiva una strega tramutata in gatto. A causa dell'abuso di alcool, il carattere dell'uomo cominciò a peggiorareː iniziò a picchiare sua moglie e a maltrattare gli animali, mantenendo però un certo riguardo per il gatto.
Una sera, dopo essere tornato a casa ubriaco, l'uomo notò che Plutone evitava la sua presenza, così lo afferrò e l'animale lo morse, facendolo infuriare: tanta fu la rabbia del padrone che cavò al gatto un occhio con la lama di un temperino, pentendosi subito dopo del gesto avventato. Plutone una volta guarito continuò ad evitare il contatto con il padrone, cosa che provocò ulteriormente le antipatie dell'uomo nei suoi confronti. La sola vista dell'animale finì per infastidirlo a tal punto che una mattina decise di liberarsi di lui impiccandolo a un ramo, tanto per “spirito del Perverso” perché il gatto era innocente e perché l’atto era esecrabile, ma cadde immediatamente in preda al rimorso. La stessa notte si svegliò mentre la casa andava a fuoco, riuscendo a stento a fuggire con la moglie e una domestica. Tutta l'abitazione era crollata, a parte un muro divisorio dove poggiava la testata del letto: una folla si accalcò attorno alle macerie, e il protagonista incuriosito si avvicinò notando la figura di un gigantesco gatto con una corda al collo, scolpito in bassorilievo sul muro. Pur dicendosi che doveva essere solo una reazione chimica causata dal cadavere, l’uomo, tormentato dal ricordo del felino, giunse persino a cercare un altro animale simile per sostituirlo.
Una notte, mentre giaceva intontito in una taverna, vide un gatto del tutto simile a Plutone, esclusa una macchia bianca indefinita sul petto. Decise di portarlo a casa, ma ben presto, a causa del rimorso, cominciò a provare per l'animale la stessa antipatia che aveva provato per il suo predecessore, soprattutto quando si accorse che anche a lui mancava un occhio. A poco a poco, si rese conto che la macchia sul petto della bestiola stava assumendo la forma di un patibolo, cosa che lo portò sull'orlo della follia. In tutto questo, più lui provava avversione per il gatto, più questo per contro sembrava affezionarglisi e non cessava di seguire l’uomo ovunque, fino al fastidio del padrone. Un giorno, mentre scendeva le scale della cantina insieme a sua moglie, il gatto lo fece inciampare, portandolo all'esasperazioneː afferrata un'accetta tentò di uccidere l'animale, venendo però bloccato dalla moglie, e furioso si avventò con l'ascia su di lei, uccidendola. Volendo nascondere l'omicidio, murò poi il cadavere della consorte in una parete della cantina. Dopo qualche giorno la polizia giunse per perquisire la casa alla ricerca della donna scomparsa. Il marito, nonostante non trovasse più il gatto, si sentiva piuttosto tranquillo, tanto da permettere loro di controllare persino la cantina. Inizialmente i poliziotti non trovarono nulla, ma nel momento in cui stavano per andarsene, il protagonista, in un eccesso di spavalderia, diede un colpo con un bastone sul muro dove aveva nascosto la sua sposa, vantandosi di come il muro era solido e ben costruito. Si udì allora un lamento provenire dall'interno della parete, che fece insospettire gli agenti. Il muro venne demolito e fu così scoperto il cadavere della donna, con sulla testa il gatto che miagolava.

## Adattamenti cinematografici
- Il gatto nero, film diretto da Charles Kraus (1920)
- The Black Cat, film diretto da Edgar G. Ulmer (1934)
- Il gatto nero, film diretto da Albert S. Rogell (1941)
- L'ombra del gatto, film diretto da John Gilling (1961)
- I racconti del terrore, film diretto da Roger Corman (1962)
- The Black Cat, film diretto da Harold Hoffman (1966)
- Il tuo vizio è una stanza chiusa e solo io ne ho la chiave (1971)
- Black Cat (Gatto nero), film diretto da Lucio Fulci (1981)
- Il gatto nero, film diretto da Luigi Cozzi (1989)
- Due occhi diabolici, film diretto da George Romero e Dario Argento (1990)
- Il gatto nero, film diretto da Lucrezia Le Moli (2003)
- Il gatto nero, film diretto da Stuart Gordon (2007)